# Заражённая
«Заражённая» (англ. Maggie) — американский постапокалиптический драматический фильм ужасов режиссёра Генри Хобсона и сценариста Джона Скотта.
Мировая премьера первоначально должна была состояться на Кинофестивале в Торонто в 2014 году, но позже компания Lionsgate выкупила права на распространение в США и убрала из списка кинофестиваля. Премьера состоялась на Кинофестивале Трайбека 23 апреля 2015 года, а затем фильм вышел в ограниченном выпуске в кинотеатрах и на видео по запросу 8 мая 2015 года.

## Сюжет
Девочка-подросток Мэгги заражается болезнью, медленно превращающей инфицированных в зомби. Правительство организует карантин для инфицированных, где их помещают в изоляцию. Её любящий отец не готов помещать Мэгги в карантин, и она живёт вместе с ним.

## В ролях
- Арнольд Шварценеггер — Уэйд Фогель
- Эбигейл Бреслин — Мэгги Фогель
- Джоэли Ричардсон — Кэролайн Фогель
- Дуглас Гриффин — шериф Рэй Пирс
- Дж. Д. Эвермор — Холт
- Рэйчел Уитман Гровс — Бонни
- Джоди Мур — доктор Верн Каплан
- Брайс Ромеро — Трент
- Рэйден Грир — Элли
- Эйден Флаверс — Бобби Фогель
- Карсен Флаверс — Молли Фогель

## Производство
Съёмки начались 23 сентября 2013 года, в Новом Орлеане, штат Луизиана и закончились 25 октября того же года. Хобсон подготовил более 200 страниц раскадровки, чтобы направлять своих актёров на протяжении всего фильма.

## Критика
Фильм получил смешанные отзывы кинокритиков, которые похвалили игру Шварценеггера и Бреслин. На сайте Rotten Tomatoes фильм имеет рейтинг 59 % на основе 138 рецензии со средним баллом 5,7 из 10. На сайте Metacritic фильм имеет оценку 52 из 100 на основе 30 рецензий критиков, что соответствует статусу «смешанные или средние отзывы».
Кристофер Борн из Twitch Film в обзоре кинофестиваля Tribeca 2015 года заявляет, что Шварценеггер «показал здесь одно из своих лучших и наиболее эффективных выступлений, самое сдержанное из всех. Он привносит удивительные нюансы и глубину в свою роль как отца, который отчаянно борется за то, чтобы сохранить свои последние мгновения жизни с дочерью, и который испытывает сильную агонию из-за своей неспособности вылечить Мэгги».
Перри Немирофф из Collider , которая дала фильму смешанную рецензию, отмечает, что Шварценеггер «никогда полностью не избавится от супер жесткой внешности, но он, безусловно, производит здесь впечатление очень приятного, любящего отца». Тем не менее, в конечном итоге она заявляет, что фильм «всего лишь одна большая упущенная возможность». У Хобсона, безусловно, есть потенциал, но его решимость подчеркнуть страдания персонажей с помощью тусклых визуальных эффектов и очень грустных лиц полностью высасывает жизнь из концепции».